# Bulgaarse parlementsverkiezingen 1994
De Bulgaarse parlementsverkiezingen van 1994 vonden op 18 december van de dat jaar plaats. De SDS die na de vorige verkiezingen (1991) een regering vormde, werd reeds in oktober 1992 gedwongen tot aftreden waarna er een zakenkabinet was gevormd dat werd gedoogd door de Bulgaarse Socialistische Partij (BSP) maar nooit werd erkend door de SDS die juist aandrong op nieuwe verkiezingen. De BSP stemde pas in met nieuwe verkiezingen toen bleek dat de SDS er slecht voorstond in de peilingen. Aan de verkiezingen van 1993 namen 11 kartels en 37 partijen deel. Ondanks het lage vertrouwen van de Bulgaarse burgers in de politiek kwam uiteindelijk 75% van de kiezers opdagen.
De verkiezingen werden gewonnen door de BSP en haar bondgenoten en een regering werd gevormd door Zjan Videnov (*1959) waaraan naast de BSP ook de Bulgaarse Agrarische Nationale Unie, de Bulgaarse Agrarische Nationale Unie-Aleksandar Stambolijski en Ekoglasnost deelnamen, benevens enkele partijloze expertministers. 

## Uitslag
| Partij                                                                   | Stemmen   | %       | Zetels    |
| ------------------------------------------------------------------------ | --------- | ------- | --------- |
| Coalitie voor Bulgarije (Bulgaarse Socialistische Partij en bondgenoten) | 2.262.943 | 43,50%  | 125 / 240 |
| Unie van Democratische Krachten                                          | 1.260.374 | 24,23%  | 69 / 240  |
| Volksunie (BZNS en DP)                                                   | 338.478   | 6,51%   | 18 / 240  |
| Beweging voor Rechten en Vrijheden                                       | 283.094   | 5,44%   | 15 / 240  |
| Bulgaars Zakenblok                                                       | 245.849   | 4,73%   | 13 / 240  |
| Democratisch Alternatief voor de Republiek                               | 197.057   | 3,79%   | 0 / 240   |
| Andere partijen en kandidaten                                            | 614.270   | 11,80%  | 0 / 240   |
| Totaal                                                                   | 5.202.065 | 100,00% | 240       |
|                                                                          |           |         |           |
| Geldige stemmen                                                          | 5.202.065 | 98,82%  |           |
| Blanco/ ongeldige stemmen                                                | 62.549    | -       |           |
| Totaal uitgebrachte stemmen                                              | 5.264.448 | 100,00% |           |
| Geregistreerde kiezers/ opkomst                                          | 6.997.954 | 75,23%  |           |
| Bron: IPU, Detrez, Uitslag                                               |           |         |           |